# Éliza
Éliza, ou Le voyage aux glaciers du Mont St Bernard (título original en francés; en español, Elisa, o El viaje a los glaciares del Monte San Bernardo) es una opéra-comique en dos actos con música de Luigi Cherubini y libreto en francés de Jacques-Antoine de Reveroni de Saint-Cyr. Se estrenó en el Théâtre Feydeau de París el 13 de diciembre de 1794.
Cherubini hizo amplio uso de color local en su música para Éliza. Su ambientación en los Alpes suizos fue probablemente inspirada por la popularidad contemporánea de Jean-Jacques Rousseau. La partitura incluye un ranz des vaches, una melodía tradicional interpretada por los vaqueros suizos. Éliza marcó una etapa importante en el desarrollo del Romanticismo en Francia y fue también popular en Alemania. La evocación musical de Cherubini de la naturaleza (anochecer, la tormenta) influyó en Carl Maria von Weber, quien apreciaba particularmente esta ópera.
Esta ópera rara vez se representa en la actualidad; en las estadísticas de Operabase no aparece entre las óperas representadas en el período 2005-2010.

## Personajes
| Personaje                                    | Tesitura | Reparto del estreno, 13 de diciembre de 1794 |
| -------------------------------------------- | -------- | -------------------------------------------- |
| Éliza                                        | soprano  | Julie-Angélique Scio                         |
| Laure, su camarera                           | soprano  |                                              |
| Florindo, un pintor de Génova                | tenor    | Pierre Gaveaux                               |
| Germain, su criado                           | bajo     |                                              |
| El prior del Hospicio del Monte San Bernardo | bajo     | Jean-Blaise Martin                           |
| Un guía de montaña                           | soprano  |                                              |
| Michel, un arriero                           | tenor    |                                              |

## Argumento
Florindo y Éliza están enamorados pero el padre de Eliza prohíbe a la pareja casarse. Florindo y su criado alemán viajan al Paso del Gran San Bernardo donde el prior del monasterio local les da la bienvenida. Florindo recibe una carta que le hace creer que Éliza está ahora prometida con otro hombre. Se marcha al cercano glaciar, pretendiendo matarse. Éliza llega al monasterio trayendo noticias de la muerte de su padre lo que le permitiría casarse con Florindo. Ella encuentra su nota de despedida y marcha a rescatarlo con la ayuda de los monjes y guías de montaña. Estalla una violenta tormenta y desencadena una avalancha que atrapa a Florindo, pero los monjes lo salvan y él finalmente se reúne con Éliza.